# 左慈

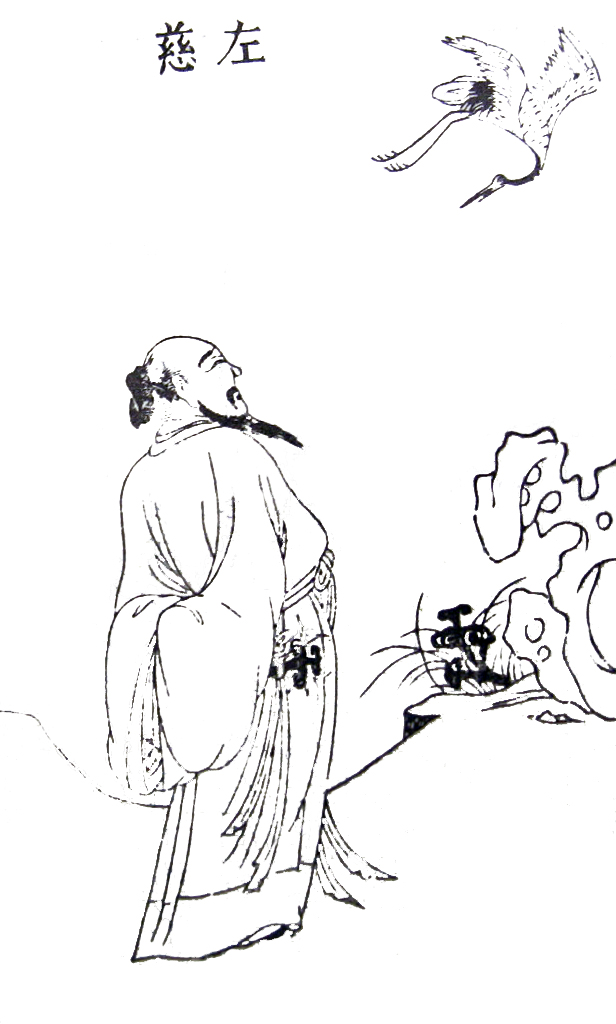

左慈（？—？），字元放，东汉末方士，庐江郡（今安徽省潜山市）人。

## 生平
左慈會養生術，並且當過軍吏，後來到天柱山炼丹。曹植《辩道论》中说他擅长房中术。《后汉书·方術列傳》说左慈擅長道术，並且记载了许多怪诞奇异之事，例如说他曾參加曹操主辦的宴會，曹操在宴會上表示自己想要來自松江的鲈鱼，左慈在铜盘中裝了水，並且在铜盘中就釣上了松江鱸魚。左慈又應曹操要求變出了來自蜀郡的生薑，同時還得帶話囑咐當地的曹操使者要求他們再買兩匹錦緞，結果事後曹操的確得到了相應的匯報。后來左慈戲耍了曹操，曹操很不高興，並決定下令追杀，結果左慈化身成羊躲過追殺。葛洪《神仙传》也说他能够役使鬼神（理解天干地支），会变化、辟谷，自稱活了三百歲以上。

## 影响者
《抱朴子·金丹篇》記載，左慈是葛玄之师。宦官严峻曾跟从左慈學習。

## 藝術形象

### 文學
- 《三國演義》第六十八回記載樣貌“眇一眼，跛一足，頭戴白藤冠，身穿青懶衣”，道號烏角先生。著名的就是左慈戲曹操。

### 電影
- 1983年香港版邵氏電影：《神通術與小霸王》：關鋒飾演左慈

### 電視劇
- 1996年台灣版中視電視劇：《關公》：管管飾演左慈。
- 2009年台灣版民視電視劇：《終極三國》：巴戈飾演左慈。

### 動漫
- 1994年：《三國志》
- 《火鳳燎原》（陳某）:「南華八怪」之一。
- 《天子傳奇7三國驕皇》:仙道之一員。
- 《三國誌異》（鄭健和）:以主角身份來演繹三國故事。

### 電玩遊戲
- 2005年起：真三國無雙系列/無雙OROCHI系列（CV：佐藤正治）
- 2011年起：三國殺山包武将
- 2016年：朕的江山、Crash Fever
- 2019年：全面战争：三国
- 2023年：臥龍：蒼天隕落
- 2023年: 代號鳶

## 延伸阅读
[在维基数据编辑]
 《後漢書/卷82下》，出自范晔《後漢書》
 《三國志·卷29》，出自陳壽《三國志》